# Tie Rack
 (septembre 2022).
Tie Rack est une entreprise française d'origine londonienne commercialisant des accessoires de mode homme et femme, dont des cravates. Fondée en 1981, la marque a été reprise en 2020 par Draeger.

## Histoire
Tie Rack a été fondée en 1981 par Roy Bishko. D'origine sud-africaine, Roy Bishko était le propriétaire de plusieurs cordonneries en Grande-Bretagne. Ses tentatives de commercialisation de produits liés aux chaussures furent systématiquement un échec. Puis il acheta un stock de cravates et les commercialisa dans ses points de vente, une opération qui s'avéra payante.
Avant le krach d'octobre 1987, les actions de Tie Rack opère une flambée en bourse, atteignant 145p, puis rechutant à 15p en 1990 après avoir épuré sa présence aux États-Unis. Dans les années 1990, Tie Rack diversifie son offre en proposant des accessoires de mode dans ses boutiques.
En 1996, l'enseigne Tie Rack enregistre un profit de £7,9 millions sur un chiffre d'affaires de £97 millions, possède 380 magasins et semble présente dans tous les aéroports du monde. 1300 nouveaux modèles de cravates sortent chaque année.
En avril 1999, Tie Rack, alors en difficulté financière, est racheté par le groupe italien Fingen pour £22,6 millions. Ce rachat fait suite à la chute du titre au London Exchange, passé de 200p à 45p en 2 ans. En 1998, l'entreprise enregistrait une perte nette de £7,2 millions. Pour les analystes, l'offre de Tie Rack est trop limitée et trop facilement imitable par d'autres enseignes, ce qui expliquerait la chute de ses ventes.
En 2010, alors que Tie Rack dispose de 300 boutiques mais n'a pas enregistré de profits depuis l'exercice 2004-2005, le directeur général Corrado Colli démissionne.
En septembre 2013, la société Trakice créée pour l'occasion rachète 62,5% des parts de Tie Rack au groupe Fingen.
Fin novembre 2013, Tie Rack annonce que ses faibles résultats entraînent la cession de ses activités, la fermeture de ses 80 magasins, dont la moitié en Grande-Bretagne, et le licenciement économique de ses 200 employés,. JAD Investissements (groupe Dutel), le partenaire français de Tie Rack, reprend alors l'enseigne et refond le concept de ses magasins. 
Fabricant lyonnais de tissu jacquard depuis 1937, le groupe Dutel produit également des uniformes et tenues professionnelles pour les entreprises. 

## Tie Rack France
Tie Rack France a été immatriculée le 10 juin 1986. Son siège social est à Courbevoie. Elle est dirigée par Jacques Dutel. Elle a été placée en redressement judiciaire le 29 avril 2020
L'entreprise (avec ses 27 magasins et ses 111 salariés) a été reprise en juillet 2020 par le groupe parisien Draeger, spécialiste de la carterie et de la papeterie, déjà propriétaire des marques La Carterie, Toga, Yvon et Hallmark.
|                                        | 2014   | 2015   | 2016   | 2017  | 2018  | 2019 |
| -------------------------------------- | ------ | ------ | ------ | ----- | ----- | ---- |
| Chiffre d'affaires en milliers d'euros | 11 729 | 11 838 | 10 126 | 9 813 | 9 718 |      |
| Résultat net en milliers d'euros       | +73    | -161   | +820   | -376  | +78   |      |
| Effectif moyen annuel                  | 134    | 132    | 121    | 122   | 131   |      |